# Adalbert Kriwat
Adalbert Kriwat (* 26. Februar 1882 in Berlin; † 20. Februar 1961 in Hamburg) war ein deutscher Schauspieler und Theaterregisseur.

## Leben und Wirken
Kriwat begann seine Bühnentätigkeit im Jahre 1900 und startete seine Laufbahn zunächst am Rose-Theater und am Ostend-Theater (beides in seiner Heimatstadt Berlin). Es folgten Verpflichtungen an das Berliner Residenz-Theater sowie nach Bautzen, Danzig (wo er noch vor dem Ende des ersten Jahrzehnts des 20. Jahrhunderts auch als Regisseur wirkte) und schließlich nach Halle, wo Kriwat bis 1921 gleichfalls als Spielleiter eingesetzt wurde. Von dort kam Adalbert Kriwat direkt nach Altona bei Hamburg, wo er das Fach des Bonvivant belegte und überdies als Oberspielleiter Stücke inszenieren durfte. 1924 ging er mit einem eigenen Ensemble auf deutschlandweite Tournee und inszenierte mehrere Stücke.
1933 ging Adalbert Kriwat nach Hamburg und schloss sich für den Rest seines Lebens dem dortigen Thalia-Theater an. Besonderen Erfolg feierte Kriwat an dieser Spielstätte mit seinem Kaiser Wilhelm II., den er in dem Stück Bismarcks Entlassung über 1200 Mal gab. Weitere wichtige Rollen waren der Bancroft in einer Umsetzung von Karl Mays Winnetou (1940), der Thompson in Somerset Maughams Komödie Lady Frederick (1954) und der William in einer weiteren Komödie, Kunst ist Kunst (1955), von Harry Kurnitz. Nebenbei wirkte Kriwat Ende der 1940er, Anfang der 1950er Jahre mit kleinen Rollen in Produktionen der Hamburger Real-Film mit und wurde überdies für Hörfunksendungen des NWDR Hamburg und für kleinere Synchronaufgaben verpflichtet.

## Filmografie
- 1948: Die letzte Nacht
- 1949: Hafenmelodie
- 1949: Schicksal aus zweiter Hand
- 1950: Die wunderschöne Galathee
- 1950: Gabriela
- 1950: Der Mann, der sich selber sucht
- 1951: Mädchen mit Beziehungen
- 1951: Weh’ dem, der liebt!
- 1952: Die Stimme des Anderen
- 1952: Der Kampf der Tertia
- 1953: Nur nicht aufregen
- 1953: Eine Liebesgeschichte
- 1956: Die Gangster von Valence (Fernsehfilm)
- 1957: Die Festung (Fernsehfilm)
- 1958: Stahlnetz: Die blaue Mütze
- 1958: Die begnadete Angst (Fernsehfilm)
- 1960: Unternehmen Ameise (Fernsehfilm)
- 1960: Am Abend ins Odeon (Folge vom 11. Oktober 1960)
- 1960: Michas Weg nach Bethlehem (Fernsehfilm)

## Hörspiele (kleine Auswahl)
- 1945: Carl Zuckmayer: Der Hauptmann von Köpenick – Bearbeitung und Regie: Helmut Käutner
- 1945: Thornton Wilder: Unsere kleine Stadt (Our Town) – Bearbeitung und Regie: Helmut Käutner
- 1946: Maxim Gorki: Tschelkasch – Regie: Günther Schnabel
- 1947: Axel Eggebrecht: Was wäre, wenn ... Ein Rückblick auf die Zukunft der Welt – Regie: Ludwig Cremer
- 1948: Herman Melville: Moby Dick oder Der weiße Wal (1. Teil) – Regie: Gustav Burmester
- 1949: Robert Louis Stevenson: Dr. Jekyll und Mr. Hyde – Regie: Gustav Burmester
- 1950: Ernst Schnabel: Ein Tag wie morgen. 1. Februar 1950. Die Summe aus 80 000 Tagebüchern – Redaktion und Regie: Fritz Schröder-Jahn
- 1950: Kurt Meister: Erstklassige Existenz zu verkaufen – Regie: Kurt Meister
- 1951: Dinah Nelken: Ruf mich an – Regie: Hans Gertberg
- 1952: Ernst Buchholz: Das Gericht zieht sich zur Beratung zurück (Folge: Mord oder Selbstmord) – Regie: Gerd Fricke
- 1952: Albert Mähl: Das kommt nicht wieder! Ein Zeitbild aus der Jahrhundertwende – Regie: Hans Freundt
- 1952: Johannes Gillhoff: Jürnjakob Swehn, der Amerikafahrer – Regie: Hans Freundt
- 1952: Albert Mähl: Der Quickborn – Regie: Hans Freundt
- 1953: Herbert Stahlbuhk: Wenn de Maan schient – Regie: Günter Jansen
- 1953: William Saroyan: Menschliche Komödie (2. Teil: Assyrer und Hürdenrennen) – Regie: Hans Rosenhauer
- 1954: Franz Josef Pootmann: Das Gericht zieht sich zur Beratung zurück (Folge: Mord an einer Toten) – Regie: Gerd Fricke
- 1954: Leo Monnickendam: Holländisch-niederdeutsche Stunde: Zwei Kurzhörspiele (De Spööktiger – Seemannsleven) – Regie: Hans Tügel
- 1954: Richard Hey: Die Spionin – Regie: Otto Kurth
- 1955: Hans Herrmann Schlünz: Nu is Fieravend: Junge, Junge, wat'n Heunerkrom. Ein österliches Seemannsgarn – Regie: Günter Jansen
- 1955: Horst Mönnich: Prozeßakte Vampir (1. Teil: Mr. Cross erzählt: Die Dame mit dem Mistelzweig) – Regie: Hans Gertberg
- 1955: Julien Green, Josef Martin Bauer: Der Mensch aber ist gut – Regie: Ludwig Cremer
- 1956: Theodor Fontane: Unterm Birnbaum – Regie: Gert Westphal
- 1956: Émile Zola: Thérèse Raquin – Regie: Ludwig Cremer
- 1957: Fred von Hoerschelmann: Die verschlossene Tür – Regie: Ludwig Cremer
- 1957: Siegfried Lenz: Der Traum von Wein und Weizen. Der Mensch und sein Verhältnis zum Boden. Eine Hörfolge – Regie: Otto Kurth
- 1958: Edzard Schaper: Um die neunte Stunde – Regie: Rudolf Noelte
- 1958: Albert Mähl: Op Tour nah Milano. Kleines Hörspiel von einer Italienreise – Regie: Hans Tügel
- 1958: Hans Rothe: Verwehte Spuren. Hörspiel nach einer wahren Begebenheit – Regie: Gustav Burmester
- 1958: Günter Eich: Festianus, Märtyrer – Regie: Gustav Burmester
- 1959: Fritz Puhl: Abenteuer der Zukunft .... (3. Folge: Die tote Sängerin) – Regie: S. O. Wagner
- 1959: Anna Seghers: Der Prozeß der Jeanne d’Arc zu Rouen – Regie: Hans Lietzau
- 1959: Joachim Jomeyer: Spionage (10. Teil: Das Taubenei) – Regie: S. O. Wagner
- 1960: Erich Fried: Izanagi und Izanami – Regie: Egon Monk